# Klingerserbergstjärnen
Klingerserbergstjärnen är en sjö i Strömsunds kommun i Ångermanland och ingår i Ångermanälvens huvudavrinningsområde.